# 西諾活墳場
西諾活墳場（英語：West Norwood Cemetery），又稱南都會墳場，是位于英国伦敦南部西诺伍德的乡村公墓，為伦敦最早的私人公墓之一，也是伦敦七大壮丽公墓之一，具有重要的历史、建筑和生态意义。